# Susan Wojcicki
Susan Diane Wojcicki (Santa Clara (Californië), 5 juli 1968 – 9 augustus 2024) was een Amerikaanse zakenvrouw. Ze was van 2014 tot 2023 CEO van YouTube.

## Jeugd en studie
Susan Diane Wojcicki is de dochter van een lerares en een hoogleraar fysica aan de Stanford-universiteit. Zij heeft twee zussen. 
In haar jeugd woonde zij op de Stanford-campus, maar later studeerde ze geschiedenis en literatuur op de Harvard-universiteit, waar ze met onderscheiding afstudeerde in 1990. Eerst was ze nog van plan te gaan doctoreren in de economie, met het oog op een academische loopbaan, maar ze veranderde haar plannen toen ze de technologie ontdekte. Nadien behaalde ze nog een master in de economie aan de Universiteit van Californië - Santa Cruz in 1993 en een MBA aan de UCLA Anderson School of Management in 1998.

## Carrière
In september 1998, toen Google als vennootschap werd opgericht, werkten Googles stichters Larry Page en Sergey Brin vanuit Wojcicki's garage in Menlo Park. Wojcicki werkte in die periode voor onder meer Intel en Bain & Company. In 1999 werd zij Googles eerste marketingmanager, en werkte mee aan de ontwikkeling van Google Doodle, Google Images en Google Books.
Wojcicki werd senior vice president voor de reclameafdeling bij Google, waar zij aan de leiding stond van reclameprojecten als AdWords, DoubleClick, Google Analytics en AdSense, en van Google Video. Aan het bestuur van Google stelde zij de aankoop voor van YouTube, toen nog een aankomend bedrijf dat de concurrentie aanging met Google. Twee van de grootste overnames van Google werden door haar geleid: de aankoop, voor $1,65 miljard, van YouTube in 2006, en de aankoop, voor $3,1 miljard, van DoubleClick in 2007. In februari 2014 werd zij CEO van YouTube. In 2023 zette ze een stap terug en werd adviseur bij Google en Alphabet.
Wojcicki werd meermaals vermeld in toplijsten, onder meer als "mogelijk de belangrijkste persoon in de reclamewereld", de 100 meest invloedrijke personen uit 2015 en “een van de machtigste vrouwen op het internet”.

## Persoonlijk leven
Wojcicki huwde in 1998 met Dennis Troper, eveneens directeur bij Google, met wie zij vijf kinderen heeft. Zij pleitte meermaals voor een gezonde balans tussen carrière en gezinsleven.
Wojcicki overleed op 9 augustus 2024 op 56-jarige leeftijd aan longkanker.